# Champlemy
Champlemy est une commune française située dans le département de la Nièvre, en région Bourgogne-Franche-Comté.

## Géographie

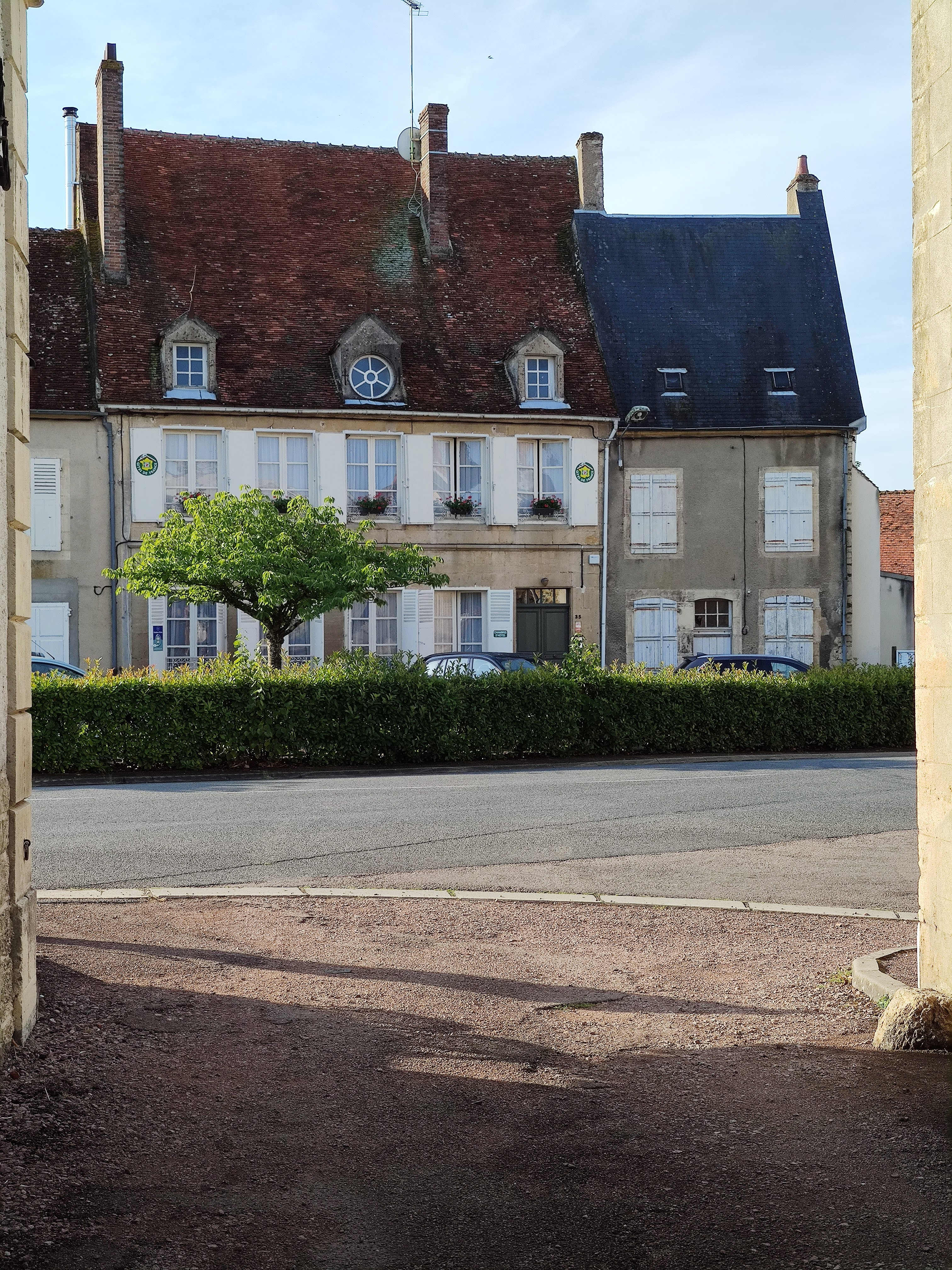
Maisons de la Grand-Rue.

Champlemy est une petite bourgade située à 10 kilomètres au sud de Varzy et à 15 kilomètres au nord de Prémery. La commune, qui s'étend sur près de 3 680 hectares, compte 332 habitants en 2017.
Elle est traversée par la D 977.

### Hameaux, villages, lieux-dits, écarts
Outre le bourg, la commune regroupe une vingtaine de hameaux et de domaines isolés : le Berceau, le Bois-d'Aignan, Bourras-la-Grange, Château-Gaillard, les Coues, la Cour, le Crot-Martin, la Ferme-de-la-Cour, la Ferrière, la Grande-Cour, la Lombarderie, les Masserons, les Massons, Montasset, le Moulin-à-Vent, Nancray, les Plauts, les Poulains, Thouez et la Vénerie.

### Géologie et hydrographie
Le sous-sol est essentiellement composé de roches calcaires, marnes et gypses.
À Champlemy se situe la naissance d'une des sources de la Nièvre, dite « Nièvre de Champlemy » ou « grande Nièvre ». Elle est rejointe par deux autres branches : la « Nièvre d'Arzembouy », prenant source à Giry, et la « Nièvre de Prémery », prenant source aux environs de Lurcy-le-Bourg. La Nièvre finit par se jeter dans la Loire à Nevers.

### Climat
Pour des articles plus généraux, voir Climat de la Bourgogne-Franche-Comté et Climat de la Nièvre.
En 2010, le climat de la commune est de type climat océanique dégradé des plaines du Centre et du Nord, selon une étude du Centre national de la recherche scientifique s'appuyant sur une série de données couvrant la période 1971-2000. En 2020, Météo-France publie une typologie des climats de la France métropolitaine dans laquelle la commune est exposée à un climat océanique altéré et est dans la région climatique  Centre et contreforts nord du Massif Central, caractérisée par un air sec en été et un bon ensoleillement. 
Pour la période 1971-2000, la température annuelle moyenne est de 10,7 °C, avec une amplitude thermique annuelle de 15,9 °C. Le cumul annuel moyen de précipitations est de 880 mm, avec 12,7 jours de précipitations en janvier et 8,1 jours en juillet. Pour la période 1991-2020, la température moyenne annuelle observée sur la station météorologique de Météo-France la plus proche, « Premery », sur la commune de Prémery à 12 km à vol d'oiseau, est de 11,1 °C et le cumul annuel moyen de précipitations est de 911,1 mm. 
La température maximale relevée sur cette station est de 40,5 °C, atteinte le 11 août 2003 ; la température minimale est de −15,1 °C, atteinte le 26 janvier 2007,,. 
Les paramètres climatiques de la commune ont été estimés pour le milieu du siècle (2041-2070) selon différents scénarios d'émission de gaz à effet de serre à partir des nouvelles projections climatiques de référence DRIAS-2020. Ils sont consultables sur un site dédié publié par Météo-France en novembre 2022.

## Urbanisme

### Typologie
Au 1er janvier 2024, Champlemy est catégorisée commune rurale à habitat dispersé, selon la nouvelle grille communale de densité à sept niveaux définie par l'Insee en 2022.
Elle est située hors unité urbaine et hors attraction des villes,.

### Occupation des sols
L'occupation des sols de la commune, telle qu'elle ressort de la base de données européenne d’occupation biophysique des sols Corine Land Cover (CLC), est marquée par l'importance des territoires agricoles (51,7 % en 2018), une proportion identique à celle de 1990 (51,7 %). La répartition détaillée en 2018 est la suivante : forêts (44,4 %), terres arables (38,6 %), prairies (13,1 %), milieux à végétation arbustive et/ou herbacée (3 %), zones urbanisées (0,8 %). L'évolution de l’occupation des sols de la commune et de ses infrastructures peut être observée sur les différentes représentations cartographiques du territoire : la carte de Cassini (XVIIIe siècle), la carte d'état-major (1820-1866) et les cartes ou photos aériennes de l'IGN pour la période actuelle (1950 à aujourd'hui).

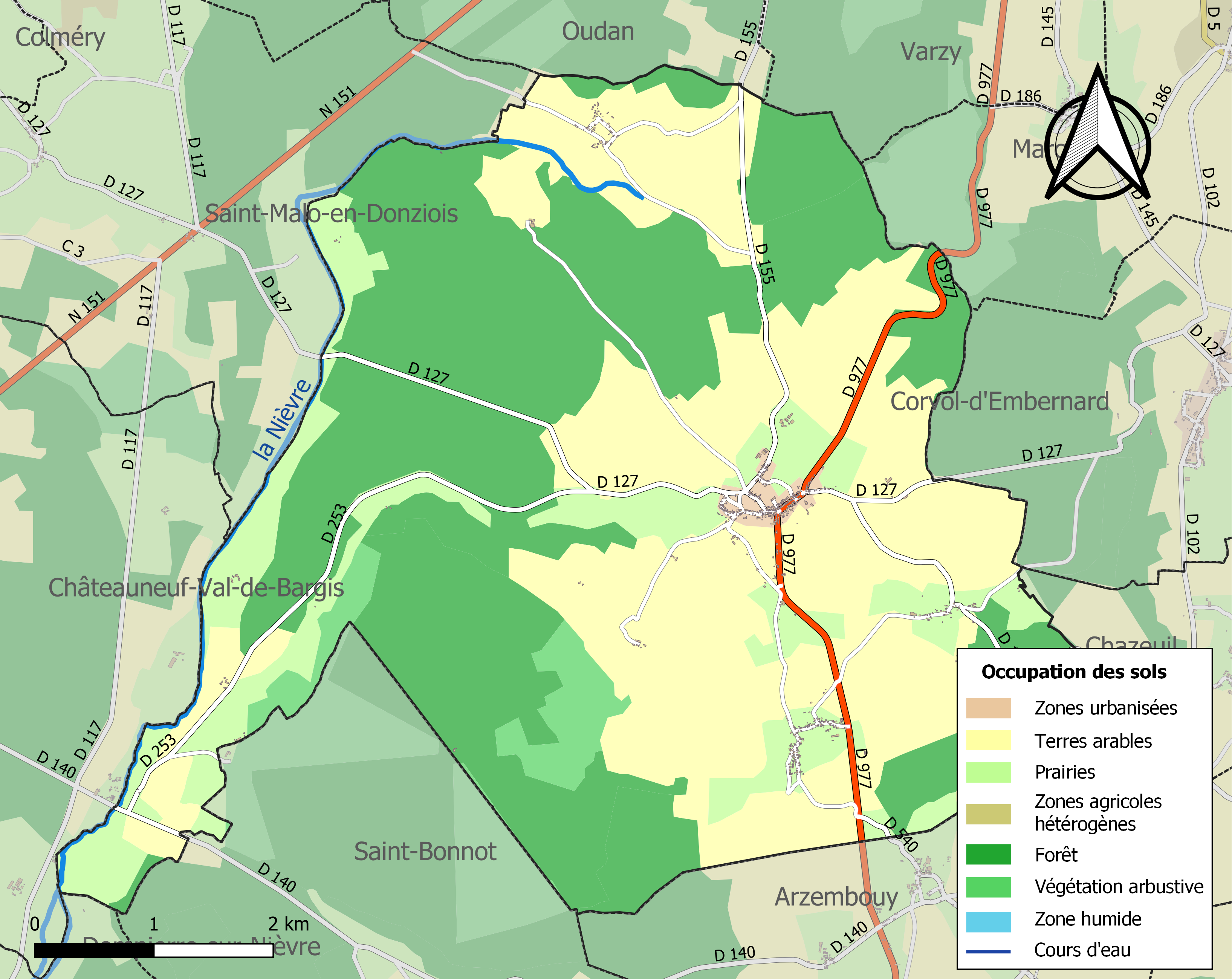
Carte des infrastructures et de l'occupation des sols de la commune en 2018 (CLC).

## Toponymie
On relève les formes suivantes : Campus Lemetii (vers 600) ; Camplemesii (IXe siècle) ; Campimilium (1120) ; Chamlemis (1290) ; Champlemy (1507)...
Le nom de Champlemy semble venir du bas latin campus (champ) et du nom de personne romain Limitius.
En patois, la prononciation du nom de la commune est Chand'mi.

## Histoire

Armoiries de la famille de La Rivière.

- 596 : Saint Aunaire fait figurer Campus Lemetii cum suis (Champlemy) parmi les trente-cinq paroisses du diocèse[16].
- 865 : L'église primitive est saccagée par les Saxons.
- 920 : L'église est restaurée par Gaudry, évêque d'Auxerre.
- 1569 : L'église est à nouveau détruite[17].
- 1590 : L’église est restaurée[18].
- 14 janvier 1624 : Le seigneur de Champlemy, Edme de La Rivière, homme de mauvaise vye et prévenu de plusieurs assassinats et volleryes et autres crimes est mortellement blessé dans des circonstances troubles.
- 1673 : La paroisse est visitée par l'évêque d'Auxerre.
- Le 8 mai 1731, Philippe Martinet, un vagabond, est condamné à neuf ans de galères pour un vol commis au mois de septembre précédent à la foire de Champlemy[19].
- 1790 : La commune devient le chef-lieu d'un canton de La Charité[20].
- 1794 : Le dernier seigneur de Champlemy, Charles-Armand-Augustin de Pons, est guillotiné.
- En 1900, les plus importantes foires chevalines de la Nièvre sont celles de Champlemy, La Charité-sur-Loire, Châtillon-en-Bazois, Decize, Nevers[21]...
- En 1906[22], le nombre d'habitants de Champlemy, qui compte 334 maisons, s'élève à 1082 individus. La commune compte 1 desservant (curé), 3 institutrices publiques et 1 instituteur, 2 gardes champêtres, 1 garde forestier, 8 cantonniers, 1 receveuse des postes et 2 facteurs, 1 percepteur et 1 receveur-buraliste. Les commerçants sont relativement nombreux : 4 bouchers, 2 épiciers, 2 boulangers, 1 débitant, 1 charcutier, 1 modiste, 1 aubergiste et 1 horloger. On peut ajouter à cette liste de commerçants 4 négociants, 1 employé de commerce, 1 marchand de vin et 1 marchand de bestiaux. Les artisans constituent une petite foule : 12 maçons, 8 maréchaux-ferrants, 6 charrons, 6 mécaniciens, 5 charbonniers, 5 couturières, 5 menuisiers, 5 sabotiers, 4 charpentiers, 4 bourreliers, 4 bûcherons, 3 ferblantiers, 3 plâtriers, 2 cordonniers, 2 fendeurs, 2 équarrisseurs, 2 basse-couriers[23], 2 tailleurs, 2 tourneurs, 2 voituriers, 1 tisserand, 1 couvreur, 1 entrepreneur en battage, 1 marbrier et 1 rétameur. La catégorie socioprofessionnelle la plus représentée est celle des domestiques (82 individus), suivie par les cultivateurs (64, dont 32 sont propriétaires de leurs terres), les journaliers (57), les propriétaires-exploitants (51), les fermiers (20, et 1 régisseur), les manœuvres (3) et les ouvriers agricoles (2). On recense également dans la commune 26 rentiers et rentières, 1 retraité et 1 lieutenant en congé. Les châtelains locaux sont vraisemblablement les employeurs des 4 gardes particuliers, 3 jardiniers, 1 maître d’hôtel, 1 cuisinière et 1 cocher recensés. Au total, on relève à Champlemy 65 professions différentes. On y trouve, selon le recensement de 1906, 2 médecins et 1 notaire. Il n’y a aucun étranger dans la commune. Comme c’est souvent le cas dans la Nièvre, plusieurs familles du village ont en nourrice un « enfant assisté de la Seine » : il y a 51 enfants venus de l’« hospice » et autres nourrissons à Champlemy en 1906.
- En mai 1938, la sacristie de l’église est entièrement détruite par le feu[24].

### Seigneurs
Les premiers seigneurs de Champlemy sont issus d'une famille éponyme, avec notamment :
Jacques dit Guillaume de Champlemy (né vers 1350), fils de Guillaume (né vers 1320), fils de Guillaume (né vers 1290), fils de Guillaume (né vers 1260), ce dernier était l'époux d'Alice de Bourbon-Lancy (décédée en 1297). 
C'est Philiberte de Champlemy (née vers 1380) qui transmet par mariage en 1402 la seigneurie par mariage à Bureau III de la Rivière. Ce dernier devint donc seigneur de Champlemy du chef de sa femme jusqu'à son décès.
Bureau III de la Rivière était un personnage important :  il fut chevalier, seigneur de Perchin, Nevoy, Marcy et Nannay (vers 1392), conseiller et chambellan du roi Charles VI (provisions 17/02/1398), premier chambellan de Philippe (duc de Bourgogne), capitaine-général & gouverneur du Nivernais et du Donziais (du 26/01/1410 à 1414). Bureau III décéda en 1415. 
Philiberte de Champlemy semble avoir vécu jusque vers 1456.
La seigneurie de Champlemy resta longtemps aux mains de la famille de La Rivière, avec successivement :  le fils de Bureau III : Jean III de La Rivière (cité en 1442 et mort en 1468), puis Jean IV de La Rivière (ce dernier fut vicomte de Tonnerre et de Quincy et décéda après 1510), puis François de La Rivière ; qualifié de "haut et puissant seigneur" François de La Rivière (cité en 1569), puis Edme de La Rivière (cité en 1623 et mort en 1624), Adrien de La Rivière (cité en 1633)...
En 1722, le seigneur est Hubert de Choiseuil, chevalier, marquis de Choiseuil.
Au XVIIIe siècle, la seigneurie appartient à la famille Pons, dont Charles Armand Augustin de Pons (cité en 1786, guillotiné en 1794).

## Politique et administration
| Période   | Période  | Identité | Étiquette | Qualité |
| --------- | -------- | -------- | --------- | ------- |
| mars 2001 | en cours |          |           |         |

## Démographie
L'évolution du nombre d'habitants est connue à travers les recensements de la population effectués dans la commune depuis 1793. Pour les communes de moins de 10 000 habitants, une enquête de recensement portant sur toute la population est réalisée tous les cinq ans, les populations de référence des années intermédiaires étant quant à elles estimées par interpolation ou extrapolation. Pour la commune, le premier recensement exhaustif entrant dans le cadre du nouveau dispositif a été réalisé en 2004.

En 2022, la commune comptait 326 habitants, en évolution de −2,69 % par rapport à 2016 (Nièvre : −3,28 %, France hors Mayotte : +2,11 %).
| 1793  | 1800  | 1806  | 1821  | 1831  | 1836  | 1841  | 1846  | 1851  |
| ----- | ----- | ----- | ----- | ----- | ----- | ----- | ----- | ----- |
| 1 042 | 1 004 | 1 211 | 1 162 | 1 271 | 1 365 | 1 355 | 1 397 | 1 453 |

| 1856  | 1861  | 1866  | 1872  | 1876  | 1881  | 1886  | 1891  | 1896  |
| ----- | ----- | ----- | ----- | ----- | ----- | ----- | ----- | ----- |
| 1 356 | 1 296 | 1 361 | 1 353 | 1 353 | 1 347 | 1 309 | 1 244 | 1 139 |

| 1901  | 1906  | 1911 | 1921 | 1926 | 1931 | 1936 | 1946 | 1954 |
| ----- | ----- | ---- | ---- | ---- | ---- | ---- | ---- | ---- |
| 1 078 | 1 071 | 949  | 861  | 788  | 695  | 635  | 661  | 570  |

| 1962 | 1968 | 1975 | 1982 | 1990 | 1999 | 2004 | 2006 | 2009 |
| ---- | ---- | ---- | ---- | ---- | ---- | ---- | ---- | ---- |
| 520  | 462  | 422  | 383  | 345  | 323  | 336  | 335  | 340  |

| 2014 | 2019 | 2022 | - | - | - | - | - | - |
| ---- | ---- | ---- | - | - | - | - | - | - |
| 335  | 325  | 326  | - | - | - | - | - | - |

## Lieux et monuments
- Château (XIVe siècle)
- Église (fin XVIe siècle)
- Halle (1865)
- Vieille porte de la rue principale affichant la date de 1606

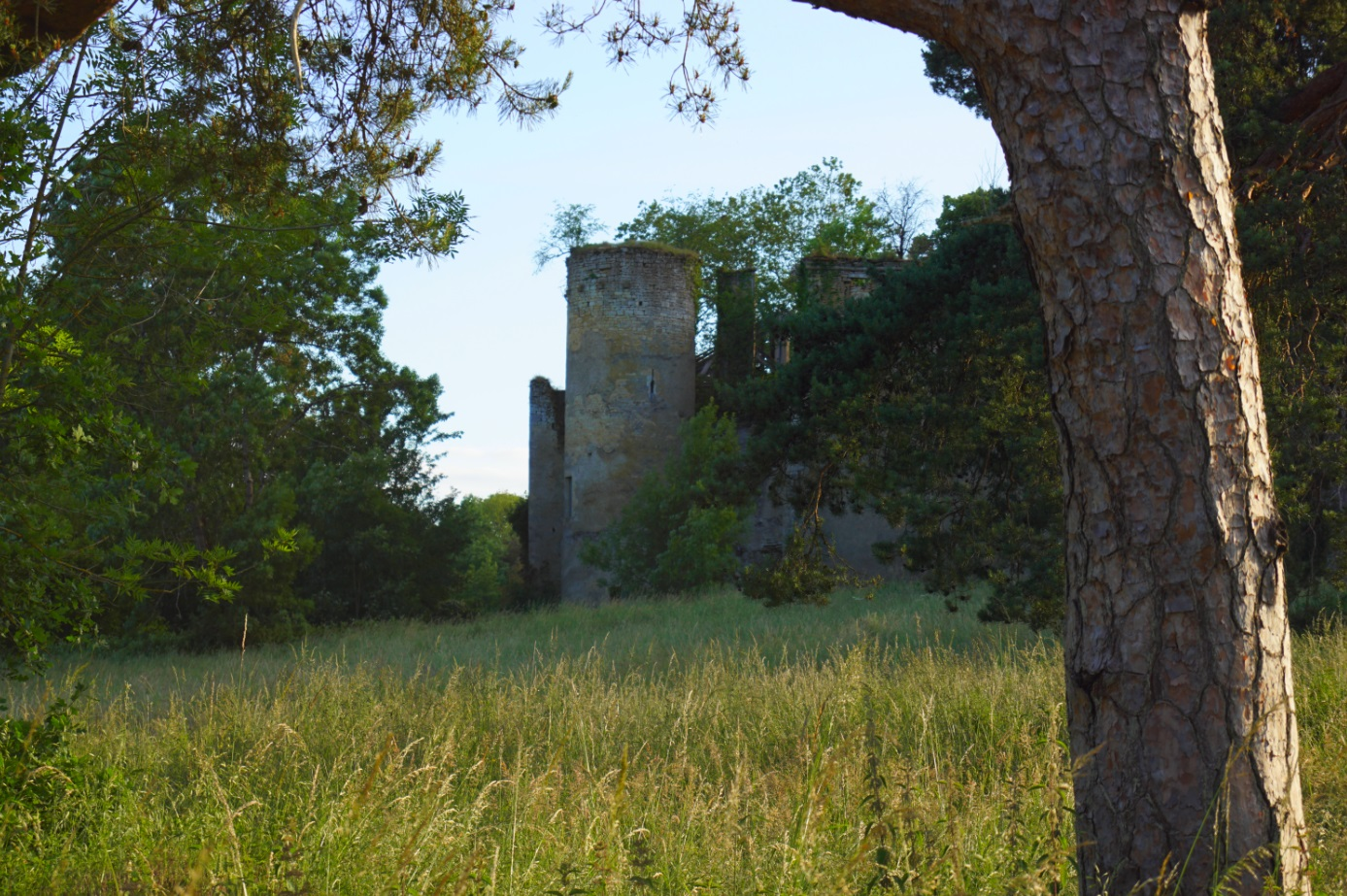
Les ruines du chateau (XIV-XVIe).
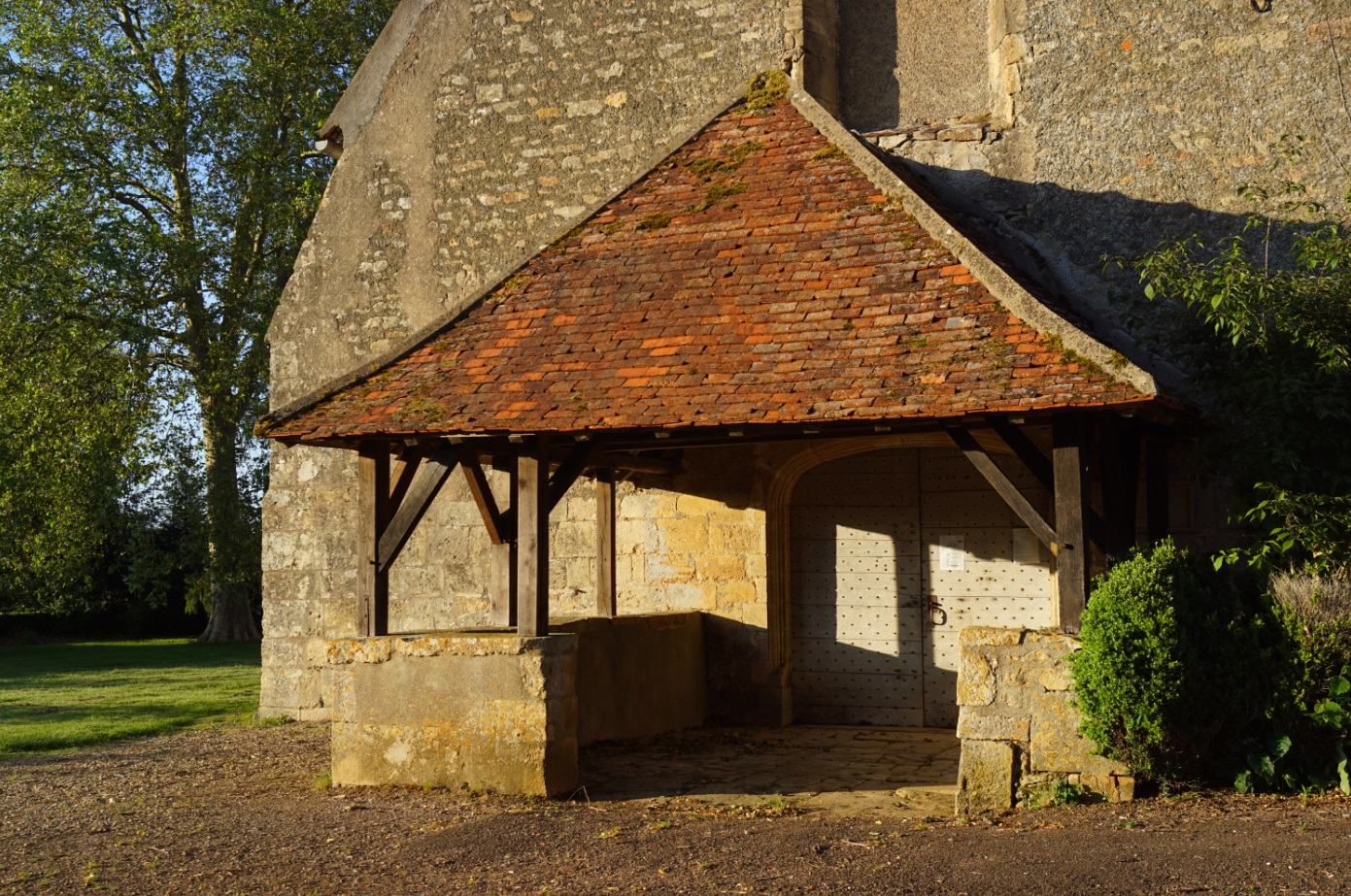
Caquetoire de l' église Saint-Maurice (1590).
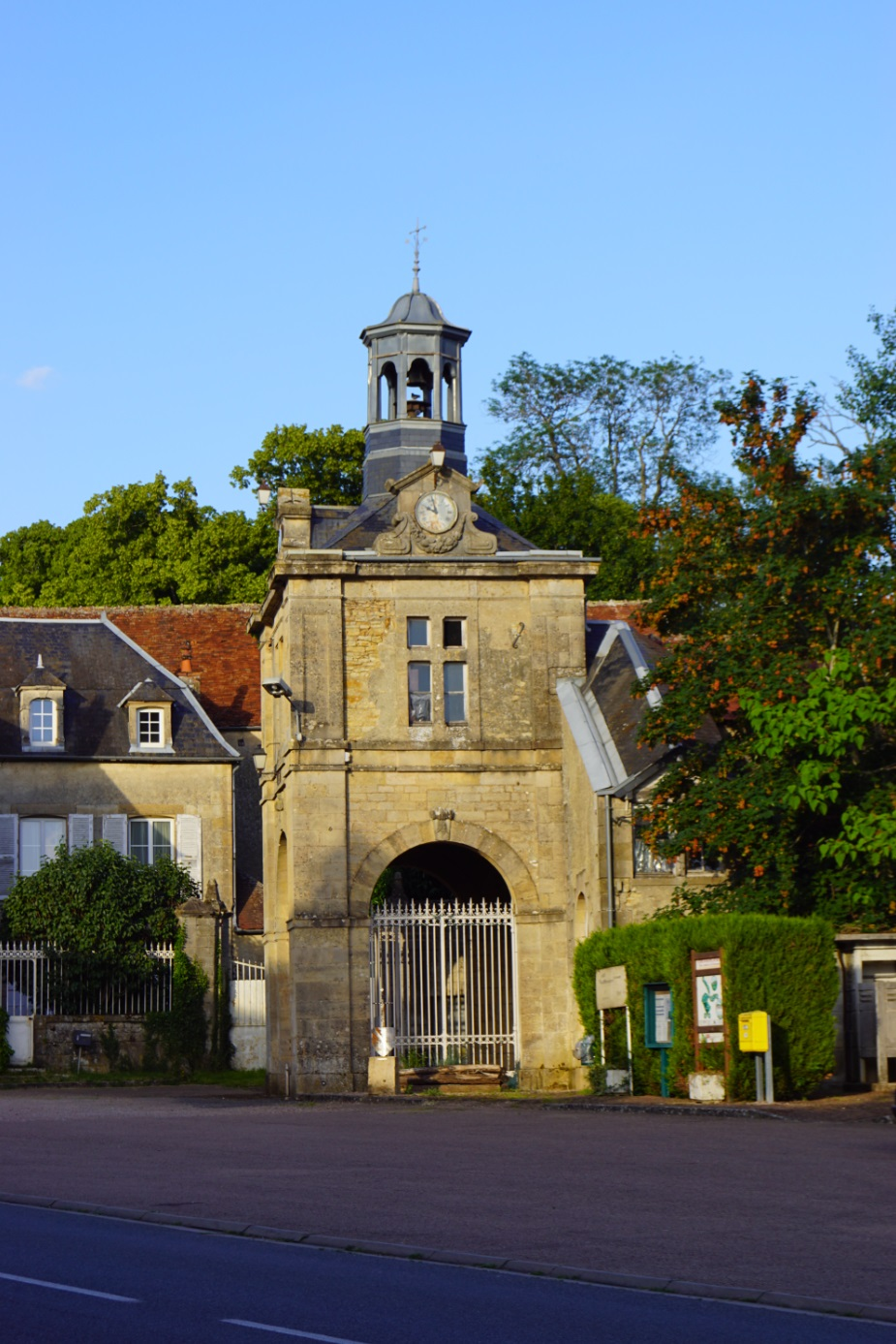
La Halle de 1865.
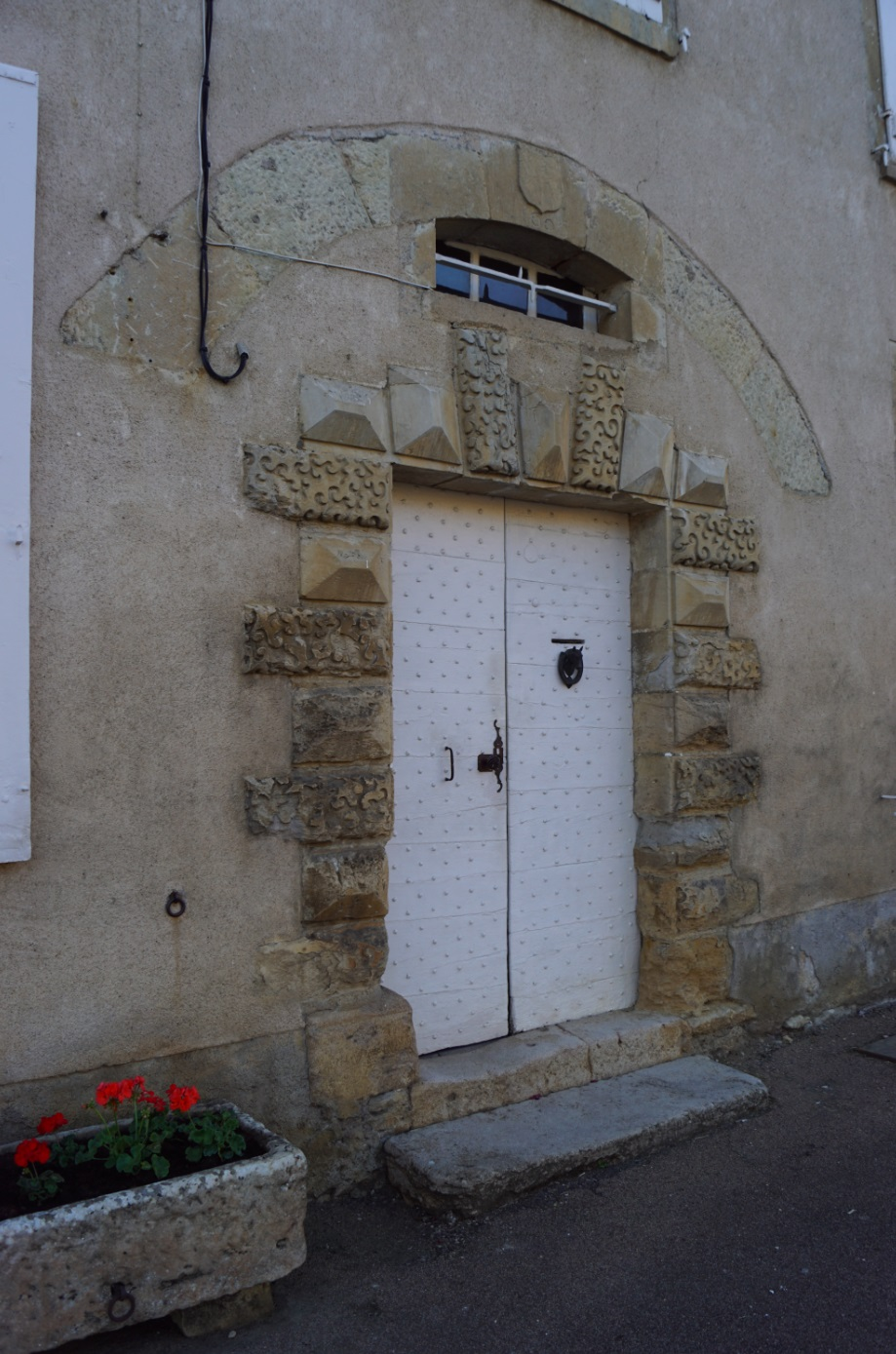
Une porte de 1606.

## Personnalités liées à la commune
- Le marquis Rainulphe Marie Eustache d'Osmond (1828-1891), dit le Comte d'Osmond, fit construire le château de la Vénerie, haut lieu de la chasse nivernaise vers 1860.
- Marcel Bonté (?-1969), historien de la commune.
- Philippe Gaucher (1854-1918[30]), médecin né à Champlemy ; il décrivit la maladie de Gaucher.
- Henri Hisquin (1896-1975), écrivain né à Champlemy.
- Marcel Etienne Perrier (1895-?), militaire né à Champlemy.
- ((Lesourd André Lazare (1921-2006),lieutenant-colonel né à Champlemy.